# Uromyias agraphia
El cachudito liso (Uromyias agraphia), también denominado torito llano o cachudito sin franjas, es una especie de ave paseriforme de la familia Tyrannidae perteneciente al género Uromyias. Es endémico de Perú.

## Distribución y hábitat
Se distribuye a lo largo de la pendiente oriental de la cordillera de los Andes desde Amazonas (Cordillera Colán) hacia el sur hasta el alto valle del Urubamba en Cuzco.
Esta especie es considerada poco común y local en sus hábitats naturales: el sotobosque y los bordes de bosques de alta montaña, en altitudes entre 2700 y 3500 m.

## Sistemática

### Descripción original
La especie U. agraphia fue descrita por primera vez por el ornitólogo estadounidense Frank Michler Chapman en 1919 bajo el nombre científico Anaeretes agraphia; su localidad tipo es: «Idma, 9000 pies (2740 m), cerca de Santa Ana, Perú». El holotipo, recolectado el 10 de octubre de 1915, se encuentra depositado en el Museo Americano de Historia Natural bajo el número USNM 273008.

### Etimología
El nombre genérico femenino «Uromyias» se compone de las palabras del griego «oura» que significa ‘cola’, y «muia, muias» que significa ‘mosca’; y el nombre de la especie «agraphia» proviene del griego «agraphus»  que significa ‘no escrito’.

### Taxonomía
Las especies Uromyias agilis y U. agraphia han sido colocadas tradicionalmente en su propio género con base en características morfológicas y vocales. Los datos genéticos presentados por Roy et al. (1999) justificaron incluir Uromyias en Anairetes. Sin embargo, esta tesis fue refutada por DuBay & Witt (2012) que justificaron resucitar Uromyias, lo que fue validado por el Comité de Clasificación de Sudamérica (SACC) mediante la aprobación de la Propuesta N° 525, lo que fue seguido por las principales clasificaciones.

### Subespecies
Según las clasificaciones del Congreso Ornitológico Internacional (IOC) y Clements Checklist/eBird se reconocen tres subespecies, que se diferencian pobremente, con su correspondiente distribución geográfica:
- Uromyias agraphia plengei (Schulenberg & Graham, 1981) – norte de Perú (Cordillera Colán, en el centro de Amazonas).
- Uromyias agraphia squamiger O'Neill & T.A. Parker, 1976 – centro de Perú desde el este de La Libertad al sur hasta Huánuco.
- Uromyias agraphia agraphia (Chapman, 1919) – sureste de Perú, en el alto valle del Urubamba (Cordillera de Vilcanota), en Cuzco.